# Jaime da Silva Duarte
Jaime da Silva Duarte (Orleans, 17 de maio de 1957) é um político brasileiro, filiado ao Partido da Social Democracia Brasileira (PSDB).
Filho de Santos da Silva Duarte e de Pascohina Furlan Duarte. Casou com Lídia Noêmia Rodrigues Duarte.

## Carreira
Foi deputado à Assembleia Legislativa de Santa Catarina na 14ª legislatura (1999 — 2003).